# برنامج مقاتلة الطوارئ

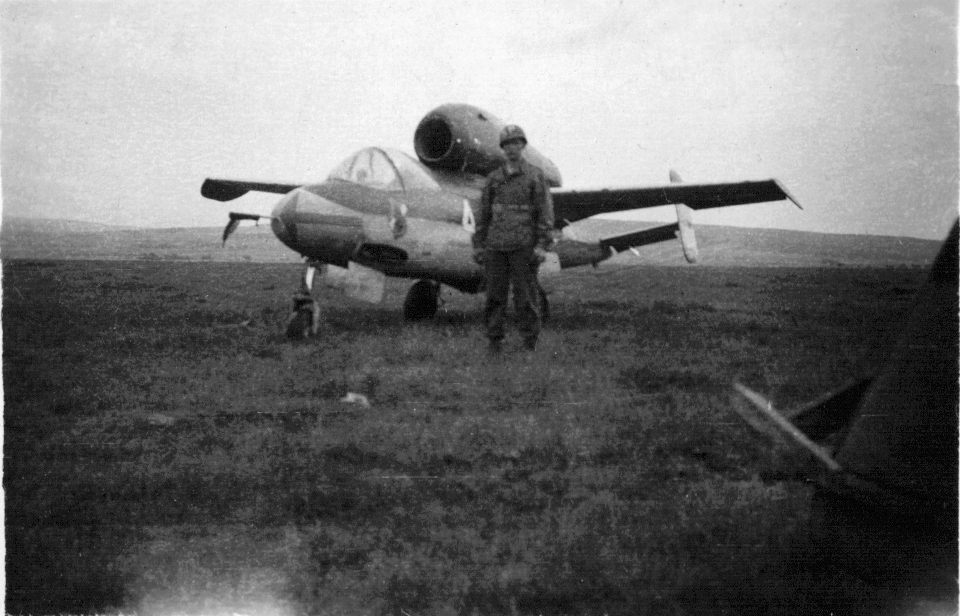
جندي أمريكي يحرس Heinkel He 162 Spatz.

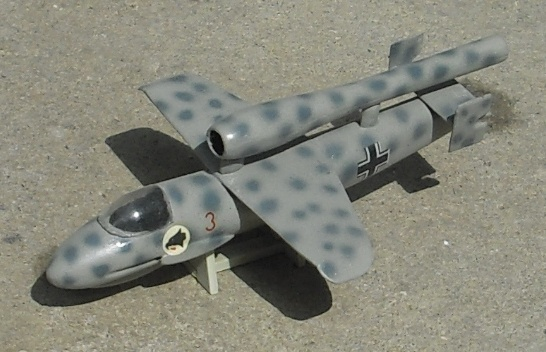
نموذج من محرك نفاث نبضي بالطاقة هو P.1077 روميو.

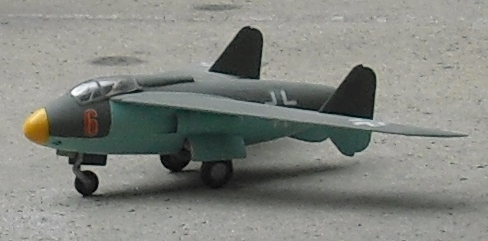
موديل Junkers EF 128، أحد آخر المشاريع التي تعمل بالطاقة النفاثة قبل سقوط الرايخ

برنامج مقاتلة الطوارئ (بالألمانية: Jägernotprogramm) البرنامج الذي نتج عن القرار الذي اتخذه سلاح الجوي الألماني يوم 3 يوليو 1944 بشأن شركات صناعة الطائرات خلال العام الأخير من عمر الرايخ الثالث.

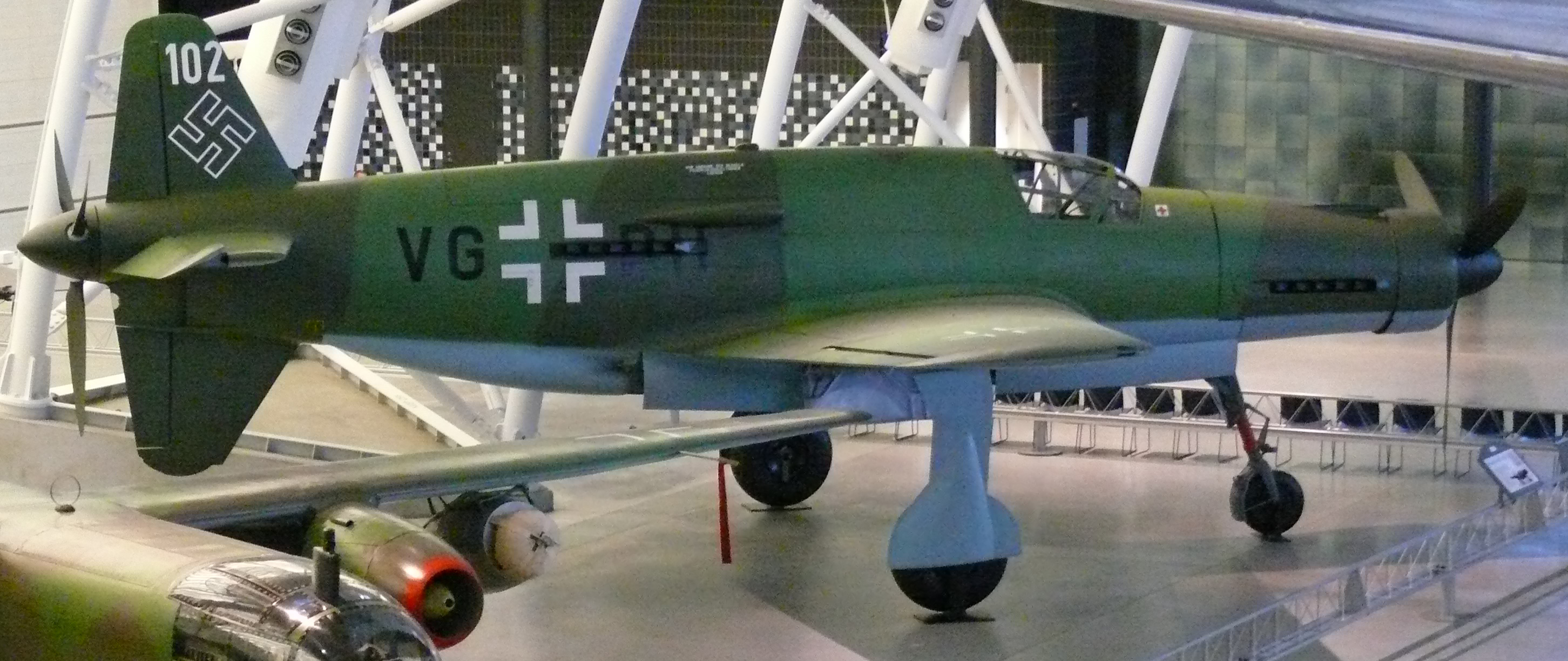
كانت طائرة دو 335 المقاتلة الوحيدة المزودة بمحركات مكبس المسموح لها بالمضي قدمًا في إطار برنامج Jägernotprogramm.

كان هذا المشروع أحد منتجات الجزء الأخير من عام 1944، عندما رأت القيادة العليا لوفتفافه أن هناك حاجة ماسة إلى دفاع قوي ضد غارات الحلفاء. على الرغم من معارضته من قبل شخصيات مهمة مثل أدولف غالاند قائد القوات المقاتلة في لوفتوفافه، إلا أنه تم المضي قدمابالمشروع بسبب دعم مارشال الرايخ هيرمان غورينغ له. معظم تصميمات برنامج مقاتلة الطوارئ لم تتجاوز مرحلة المشروع.

## التاريخ
افتتح عام 1944 بغارات قصف واسعة النطاق من قبل سلاح الجو التابع للجيش الأمريكي وقيادة سلاح الجو الملكي البريطاني على نطاق لم يسبق له مثيل. مع تحول التركيز من استهداف الأهداف الاستراتيجية إلى تدمير لوفتفافه، خلال الأسبوع الكبير في أواخر فبراير 1944 تم كسر قوة مقاتلات لوففافه وتحييدها. فشلت محاولات معالجة هذا الأمر، وبحلول الصيف، كانت طائرات الحلفاء تتجول في معظم أنحاء ألمانيا.
كانت المقاتلات الثفاثة مثل مسرشميت مي 262، في ذلك الوقت على وشك الدخول في الخدمة، بميزة أداء واضحة على طائرة الحلفاء لكنها كانت مكلفة ويصعب الاستمرار في العمل عليها. وأدى ذلك إلى فكرة تصميم أقل تكلفة بكثير يمكن بناؤها بسهولة ومن غير تكلفة بحيث يمكن معالجة أي مشاكل واسعة النطاق بمجرد التخلص من الطائرة. أصبح هذا نشأة برنامج مقاتلة الطوارئ كجزء من تحويل الإنتاج إلى طائرة اعتراضية / مقاتلة دفاعية. تم إطلاق عدد من البرامج المنافسة الجديدة لتصميم الطائرات لتوفير مقاتلات نفاثة جديدة.
أستمر إنتاج مسرشميت مي 262، وكذلك تطوير المقاتلات المتقدمة بمحركات المكبس مثل دورنير دو 335 حسب طلب هتلر الشخصي في 23 مايو 1944، قبل إعلان البرنامج في 3 يوليو. تم تقييد تصميمات القاذفات التي تعمل بمحركات المكبس بشدة أو تم إلغاؤها تمامًا، مع السماح فقط لقاذفات القنابل بالاستمرار في الإنتاج، مثل ارادو ار 234. قاذفات النفاثة الجديدة مثل يونكرز يو 287 وهاينكل هي 343 كانت تعمل بشكل مناسب كمشاريع ذات أولوية منخفضة في الأشهر الأخيرة من الحرب.
قرب نهاية الحرب في تصميم الطائرات، تم التفكير في سلامة أو راحة الطيارين الذين كانوا معظمهم من شباب هتلر بدافع التعصب.

## قائمة مشاريع الرايخ الثالث لمقاتلات الطوارئ

### طائرة شراعية
- Blohm & Voss BV 40
- Blohm & Voss P 214
- Messerschmitt Me 328 glider

### طائرة تعمل بالطاقة Pulsejet
- Blohm & Voss P 213
- يونكرز إي أف 126 Elli
- هاينكل هي 162
- هينكل بيه. 1077 Romeo
- Messerschmitt Me 328
- Messerschmitt P.1079 1, 2, 10c, 13b, 15 and 16

### طائرة تعمل بالطاقة رامجيت
- Focke-Wulf Super Lorin
- Focke-Wulf Ta 283
- Heinkel P.1080
- Messerschmitt P.1079 51
- Messerschmitt P.1101 L
- Škoda-Kauba Sk P.14

### طائرة تعمل بالدفع الصاروخي
- Arado E.381 Kleinstjäger
- باكيم با 349 Natter
- DFS Eber
- DFS Rammer
- فوك-وولف فولكس ياغر
- هينكل بيه. 1077 Julia
- يونكرز إي أف 127 Walli
- Messerschmitt P.1103
- Messerschmitt P.1104
- Sombold So 344
- Stöckel Rammschussjäger
- Von Braun Interceptor
- فليجن دي بانزا فاوست
- زيبلين رامر

### طائرة تعمل بالطاقة التوربينية
- Arado E.580 Volksjäger
- Arado E.581
- Blohm & Voss P 211
- Blohm & Voss P 212
- Focke-Wulf Ta 183 Huckebein
- فوك-وولف فولكس ياغر
- يونكرز إي أف 128
- هاينكل هي 162
- Heinkel P.1078
- Henschel Hs 132
- Messerschmitt P.1101
- Messerschmitt P.1110
- Messerschmitt P.1106